# Jordy Polanco
Jordy Leonel Polanco (sinh ngày 8 tháng 6 năm 1996), thỉnh thoảng được biết với tên chaparrito, là một cầu thủ bóng đá người Belize thi đấu ở vị trí tiền vệ cho đội bóng Premier League of Belize Belmopan Bandits.

## Sự nghiệp quốc tế
Polanco ra mắt quốc tế trong trận hòa 1–1 trên sân khách với Quần đảo Cayman. Anh thay cho Elroy Kuylen ở phút 94.

## Thống kê sự nghiệp

### Quốc tế
Tính đến trận đấu diễn ra ngày 4 tháng 6 năm 2021.
| National team | Năm       | Số trận | Bàn thắng |
| ------------- | --------- | ------- | --------- |
| Belize        | 2015      | 3       | 0         |
| Belize        | 2016      | 2       | 0         |
| Belize        | 2017      | 5       | 0         |
| Belize        | 2021      | 5       | 0         |
| Tổng cộng     | Tổng cộng | 15      | 0         |